# Roughting Linn

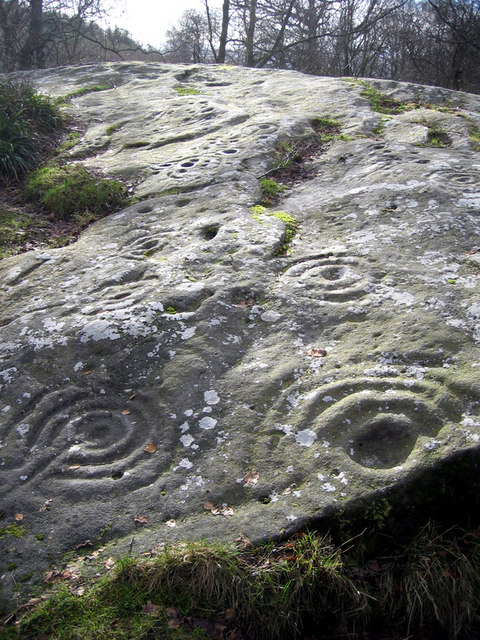
Roughting Linn

Roughting Linn ist der Name einer Farm bei Lowick in Northumberland an der B6525 kurz nach dem Abzweig nach Ford. Auf dem Gelände, der nach einem nahe gelegenen Wasserfall benannten Farm, liegt eine der größten und am besten erhaltenen Felsritzungen Nordenglands mit Cup-and-Ring-Markierungen. Die Kuppe aus Sandstein ist etwa 20 m lang und 12 m breit. Der westliche Rand ist durch einen bis zum Jahre 1850 betriebenen Steinbruch beschädigt.
Viele Motive sind komplex. Die meisten basieren auf dem Prinzip einer Tasse (englisch cup), die von mehreren Ringen umgeben ist, aber die Formen sind mannigfaltig. Um eine der Tassen, von deren Zentrum eine gerade Rille ausgeht, liegen drei hufeisenförmige Ritzungen. Ungewöhnlich sind auch die außerhalb befindlichen radialen Linienbündel. Nahe dem Zentrum sind zwei Tassen von langen geschwungene Rillen umgeben, die in kleine Tassen enden. Die meisten Motive sind tief geritzt und gut zu erkennen.
In der Nähe liegen die Felsritzungen Dod Low Rock und die Lordinshaw Hill Carvings.